# مصفوفة متعامدة
في الجبر الخطي، المصفوفة المتعامدة هي مصفوفة مربعة لها مدخلات حقيقية تكون صفوفها وأعمدتها متجهات وحدة متعامدة.
أي مصفوفة تحقق الشرط التالي:
{\displaystyle Q^{T}Q=QQ^{T}=I.\,\!}
تسمي إذا مصفوفة متعامدة حيث تكون الأعمدة متعامدة أو الصفوف متعامدة

## أمثلة
- {\displaystyle {\begin{bmatrix}1&0\\0&1\\\end{bmatrix}}\qquad }, التحويل المحايد

- انظر أيضا مصفوفة دوران.